# Agrilus picturatus
Agrilus picturatus é uma espécie de inseto coleóptero polífago pertencente à família dos buprestídeos. É um dos representantes do gênero Agrilus.
Foi descrita formalmente pela primeira vez no início de 2013, pelo entomólogo polonês especialista em buprestídeos Eduard Jendek, em um estudo filogenético molecular de revisão para o grupo de espécies Agrilus occipitalis.